# Masasa Moyo
Masasa Moyo é uma atriz canadense de televisão, cinema e dublagem.

## Filmografia

### Filme
- Kingdom Come (2001) - Delightful Slocumb
- Nosferatu L.A. '02 (2002) - Laytesha (voice)
- Paris (2003) - Golden Gate Bartender
- Woman Thou Art Loosed (2004) - Prisioneira #4
- Johnson Family Vacation (2004) - Theta #1
- Team America: World Police (2004) - Sarah Wong (voz)
- Full Clip (2004) - Namorada #1
- Rugrats: Tales from the Crib: Three Jacks and a Beanstalk (2006) - Cantora gospel, coro (voz)
- Angels & Demons (2009) - Repórter sul-africana #1
- Noah (2012) - Narial (voz)
- Holla II (2013) - Clare
- Sharp (2013) - Kajri Kaamil
- Planes: Fire and Rescue (2014) - Vozes adicionais
- Teen Titans: The Judas Contract (2017) - Karen Beecher/Bumblebee, Traci (voz)

### Televisão
- WebRIOT (1999) - Locutor (voz)
- Me Chame de Claus (2001) - Recepcionista
- Homens, Mulheres e Cães (2001) - Cindy Winters
- Afinal, de quem é o casamento? (2003) - Narrador (voz)
- Phil do Futuro (2004) – Sra. Levy
- Contenha seu entusiasmo (2004) - Enfermeira
- CSI: Crime Scene Investigation (2004) - Prisioneira nº 1

### Animação
| Ano             | Título                   | Personagem | Notas                                |
| --------------- | ------------------------ | --- | ------------------------------------ |
| 2003            | Mal com carne            | Cabalidade Jane | 1 episódio                           |
| 2003            | Liga da Justiça          | Mulher bonita | 2 episódios                          |
| 2005            | Codinome: Kids Next Door | Vozes Adicionais | Episódio: "Operação: M.A.U.R.I.C.E." |
| 2006-2007       | Celebrity Deathmatch     | Contagem Wong | 16 episódios                         |
| 2006            | W.I.T.C.H.               | Ironwood | 3 episódios                          |
| 2011            | American Dad!            | Massagista, líder de gangue | Episódio: "School Lies"              |
| 2011-2013, 2019 | Young Justice            | Karen Beecher/Bumblebee, Cat Grant, Wendy Harris, Cientista, Greta Hayes/Segredo, Amber Joyce, Sharon Vance, Belle Reve Guard Hart, Mãe nas Escadas | 24 episódios                         |
| 2012            | Superman de Tóquio       | Mãe de Kenta | 2 episódios                          |
| 2012            | Animal Man               | Donzela em Perigo | 1 episódio                           |
| 2013            | Thunder and Lightning    | Jennifer Pierce/Relâmpago | 2 episódios                          |

- The Jellies (2015)
- The Powerpuff Girls (2017) - Blisstina Utonium (somente transmissões internacionais em inglês), vozes adicionais

### Vídeo games
| Ano  | Título                               | Personagem                                       | Notas                        |
| ---- | ------------------------------------ | ------------------------------------------------ | ---------------------------- |
| 2000 | Animorphs: Know the Secret           | Cassie                                           | [ 2 ]                        |
| 2001 | Star Wars: Obi-Wan                   | Adi Gallia                                       | [ 2 ]                        |
| 2002 | Star Wars: Jedi Starfighter          | Adi Gallia                                       | [ 2 ]                        |
| 2002 | X-Men: Next Dimension                | Psylocke                                         |                              |
| 2003 | Final Fantasy X-2                    | Leblanc                                          | [ 2 ]                        |
| 2003 | Tales of Symphonia                   | Pronyma, Luna                                    | [ 2 ]                        |
| 2003 | Hunter: The Reckoning: Redeemer      | Samantha Alexander                               |                              |
| 2004 | Shark Tale                           | Peixe Groupie #2, Peixe-mulher de meia idade     | [ 2 ]                        |
| 2004 | X-Men Legends                        | Psylocke                                         | [ 2 ]                        |
| 2005 | Jade Empire                          | Silk Fox, Princesa Sun Lian                      |                              |
| 2005 | X-Men Legends II: Rise of Apocalypse | Shanna the She-Devil                             | [ 2 ]                        |
| 2005 | True Crime: New York City            |                                                  | Creditada apenas como Masasa |
| 2006 | Dead or Alive Xtreme 2               | Lisa Hamilton                                    |                              |
| 2006 | Saints Row                           | Residente de Stilwater                           |                              |
| 2006 | Tony Hawk's Project 8                |                                                  |                              |
| 2007 | Armored Core 4                       | Mido Auriel, Coordenadora do local de lançamento | [ 4 ]                        |
| 2007 | Spider-Man 3                         | Vozes adicionais                                 |                              |
| 2008 | Valkyria Chronicles                  | Rosina Selden                                    |                              |
| 2008 | Saints Row 2                         | Policial, Ho #2, Garota da irmandade #2          |                              |
| 2009 | MadWorld                             | Amala, repórter                                  | [ 2 ]                        |
| 2009 | Red Faction Guerrilla                | Carmen                                           |                              |
| 2009 | Halo 3: ODST                         | Sadie Endesha (História de Sadie)                |                              |
| 2010 | White Knight Chronicles              | Vozes adicionais                                 | [ 5 ]                        |
| 2010 | Final Fantasy XIII                   | Habitantes do casulo                             | [ 6 ]                        |
| 2010 | Dead or Alive Paradise               | Lisa Hamilton                                    | [ 2 ]                        |
| 2010 | Valkyria Chronicles II               |                                                  |                              |
| 2011 | Dead or Alive: Dimensions            | La Mariposa                                      | [ 2 ]                        |
| 2011 | Saints Row: The Third                | Vozes de pedestres e personagens                 |                              |
| 2011 | Final Fantasy XIII-2                 | Vozes adicionais                                 |                              |
| 2012 | Diablo III                           | Vozes adicionais                                 |                              |
| 2013 | Anarchy Reigns                       | Mathilda, Amala                                  | [ 2 ]                        |
| 2013 | BioShock Infinite                    | Vozes adicionais                                 |                              |
| 2013 | Batman: Arkham Origins               | Candy                                            |                              |
| 2013 | Grand Theft Auto V                   | População local                                  |                              |
| 2014 | Broken Age                           | Vella                                            | [ 2 ]                        |
| 2015 | Skylanders: SuperChargers            | The Local Population                             | [ 7 ]                        |
| 2016 | World of Warcraft: Legion            |                                                  |                              |
| 2018 | Magic: The Gathering Arena           | Kaya                                             |                              |